# Manjeshwar
Manjeshwar è una suddivisione dell'India, classificata come census town, di 8.674 abitanti, situata nel distretto di Kasaragod, nello stato federato del Kerala. In base al numero di abitanti la città rientra nella classe V (da 5.000 a 9.999 persone).

## Geografia fisica
La città è situata a 12° 42' 17 N e 74° 54' 02 E.

## Società

### Evoluzione demografica
Al censimento del 2001 la popolazione di Manjeshwar assommava a 8.674 persone, delle quali 4.256 maschi e 4.418 femmine. I bambini di età inferiore o uguale ai sei anni assommavano a 1.235, dei quali 492 maschi e 743 femmine. Infine, coloro che erano in grado di saper almeno leggere e scrivere erano 6.460, dei quali 3.381 maschi e 3.079 femmine.